# Saint-Vit
 Saint-Vit  es una población y comuna francesa, en la región de Borgoña-Franco Condado, departamento de Doubs, en el distrito de Besançon y cantón de Boussières.

## Demografía
| 1 395 | 1 579 | 2 152 | 2 978 | 3 774 | 4 381 | 4 986 |
| Para los censos de 1962 a 1999 la población legal corresponde a la población sin duplicidades (Fuente: INSEE [Consultar]) |       |       |       |       |       |       |